# Вчора і назавжди
«Вчора і назавжди» («Vakar ir visados») — радянський художній фільм 1984 року, знятий режисером Гітісом Лукшасом на Литовській кіностудії.
Хоча фільм зняли на замовлення Центрального телебачення СРСР, він був заборонений протягом перших трьох років після створення. Натомість його показували в кінотеатрах великих і малих міст. З ініціативи відомого режисера Сергія Параджанова «Вчора і назавжди» показали у Тбілісі, де його добре прийняла публіка.
Фільм демонструвався і використовувався як навчальний посібник у Сорбонні (Франція) й університетах США.

## Сюжет
У музичному фільмі показані литовські звичаї, сільська праця у різні пори року. Звучать литовські пісні, інструментальна музика, вірші, розкриваються передумови формування національної самосвідомості.

## У ролях
- Марцеліюс Мартінайтіс — Поет
- Вероніка Повільонене — виконавиця народних пісень
- Гінтарас Тільвітіс — роль другого плану
- Арунас Іванаускас — роль другого плану
- Рима Лозовайте — роль другого плану

## Знімальна група
- Режисер — Гітіс Лукшас
- Сценаристи — Гітіс Лукшас, Повілас Матайтіс, Марцеліюс Мартінайтіс
- Оператор — Рімантас Юодвалькіс
- Художник — Галюс Клічюс